# Core OS
CoreOS war ein schlankes, einen Linux-Kernel nutzendes Open Source Betriebssystem, das für die Ausführung von Anwendungen innerhalb von Docker spezialisiert war. Abgesehen vom Betrieb der Linux Container bot diese minimale Linux-Distribution Mechanismen zur Verteilung von Konfigurationen und Service-Discovery Netzwerkprotokolle. Die erste stabile Version wurde am 25. Juli 2014 veröffentlicht.

## Geschichte
Bekannt wurde das Projekt im August 2013 durch einen Artikel im Wired-Magazin, in dem sie sich mit etwas Ironie als Garagen-Start-Up präsentierten und der weltweit von vielen Medien aufgegriffen wurde. Gegründet von Alex Polvi, der zuvor Systemadministrator bei OSU Open Source Lab und Gründer von Cloudclick war, Brandon Philips, der ebenfalls vom Open Source Lab kam und später durch Greg Kroah-Hartman von SUSE angeheuert wurde, sowie Michael Marineau, der ebenfalls beim Open Source Lab begann und zu ITA Software wechselte. ITA Software wurde später von Google übernommen. Das gemeinsam gegründete Start-Up CoreOS Inc. wurde von Anfang an durch Y Combinator unterstützt. Nach dem Kauf durch Red Hat am 30. Januar 2018 für 250 Millionen US-Dollar wurde CoreOS als selbstständiges Projekt am 26. Mai 2020 eingestellt. Die Weiterentwicklung findet als Fedora CoreOS und Red Hat Enterprise Linux CoreOS (RHCOS) statt.